# Liste der Träger des Verdienstordens des Landes Rheinland-Pfalz/2002
Im Jahr 2002 wurden folgende Personen mit dem Verdienstorden des Landes Rheinland-Pfalz geehrt:
| Ordensträger            | Lebensdaten | Wohnort                    | Wirken |
| ----------------------- | ----------- | -------------------------- | --- |
| Artur Bergk             |             | Mainz                      | |
| Renate Fritz-Schillo    |             | Mainz                      | |
| László Gilányi          |             | Simmern/Hunsrück           | |
| Christine Gothe         |             | Alsheim                    | |
| Anita Graf              |             | Kaiserslautern             | |
| Manfred Gstettner       |             | Vallendar                  | |
| Johanna Haid            |             | Olzheim                    | |
| Peter Hanser-Strecker   | * 1942      | Wiesbaden                  | Musikverleger, Inhaber von Schott Music |
| Gabriele Hartmann       |             | Mainz                      | |
| Wolfgang Humke          |             | Limburgerhof               | |
| Franz Irsigler          | * 1941      | Konz-Niedermennig          | Historiker, lehrte von 1977 bis 2008 als Professor für Geschichtliche Landeskunde an der Universität Trier                                           |
| Ursula Jachnik          |             | Nörtershausen              | |
| Ulrike Jährig           |             | Mainz                      | |
| Werner Kern             |             | Landau in der Pfalz        | Funktionär des Naturschutzbund Deutschland |
| Rolf Kilian             |             | Birkenhördt                | von 1986 bis 2002 Direktor des Otfried-von-Weißenburg-Gymnasium Dahn                                                                                 |
| Alfred Klingel          |             | Schmalenberg               | |
| Carl-Friedrich Krüger   |             | Mainz                      | |
| Karl-Geert Kuchenbecker |             | Partenheim                 | |
| Walter Kuhfuß           |             | Trier                      | |
| Gabriele Luy            |             | Koblenz                    | |
| Horst Luy               |             | Koblenz                    | |
| Michel Marty            |             | Daix                       | |
| Günter Meyer            | * 1946      | Mainz                      | Geograph |
| Karl Meyer              | 1926–2010   | Oberotterbach              | von 1964 bis 1994 Ortsbürgermeister von Oberotterbach                                                                                                |
| Günter Müller           |             | Sohren                     | |
| Marlene Müller          |             | Sohren                     | |
| Heiko Müller            | 1940–2014   | Neustadt an der Weinstraße | Menschenrechts-Aktivist, Landesbeauftragter für Asylfragen bei Amnesty International, Berater des Hohen Flüchtlingskommissars der Vereinten Nationen |
| Rosemarie Müller        | 1937–2018   | Frankenthal                | |
| Marbod Muff             |             | Ingelheim am Rhein         | |
| Manfred Neitzel         | 1934–2022   | Kaiserslautern             | Maschinenbau-Ingenieur und Hochschullehrer an der Technischen Universität Kaiserslautern                                                             |
| Volker Obenauer         |             | Ludwigshafen am Rhein      | |
| Wolfgang Ohm            |             | Frankfurt am Main          | |
| Josef Reiter            | * 1937      | Mainz                      | Philosoph |
| Erhard Rieß             |             | Landau in der Pfalz        | |
| Katharina Röttig        |             | Neuwied-Gladbach           | |
| Wolfgang Rumpf          | 1936–2006   | Riesweiler                 | Forstwirt und Politiker (FDP) |
| Erika Schmitt-Nessler   |             | Lahnstein                  | |
| Gerhard Schulze         |             | Ludwigshafen am Rhein      | |
| Hans Wilhelm Stupp      |             | Koblenz                    | |
| Ingo Weidig             |             | Landau in der Pfalz        | Hochschullehrer an der Universität Koblenz-Landau |